# Ciclo de nutrientes
Un ciclo de nutrientes (o reciclaje ecológico) es el movimiento e intercambio de materia orgánica e inorgánica para regresar a la producción de materia viva. El proceso es regulado por los caminos de la red trófica que descomponen la materia en nutrientes minerales. El ciclo de nutrientes se realiza en los ecosistemas. Los ecosistemas son sistemas interconectados en los cuales la materia y energía fluyen y son intercambiados en la media que los organismos se alimentan, digieren y migran. Los minerales y nutrientes se acumulan en configuraciones y densidades variables a lo largo de la Tierra. Los ecosistemas reciclan a nivel local, incorporando los nutrientes minerales en la producción de biomasa, y en escala mayor ellos participan de un sistema global en el que la materia es intercambiada y transportada a través de grandes ciclos bioquímicos.
Las partículas de materia son recicladas por la biodiversidad que habita el detritus en los suelos, reservorios de agua, y las biopelículas (incluidos el 'polvo suspendido'). Los ecologistas denominan al trabajo de la naturaleza con diversos nombres tales como reciclado ecológico, reciclado orgánico, bioreciclado, ciclado, reciclado bioquímico, reciclado natural o solo como reciclado. Mientras que los ciclos global bioquímicos globales describen el movimiento e intercambio natural de todos los tipos de partículas de materia a través de los componentes vivos y no vivos de la Tierra, los ciclos de nutrientes hacen referencia a la biodiversidad dentro de la comunidad de sistemas de redes alimentarias que regresan los nutrientes orgánicos o el agua a la producción. La diferencia es una cuestión de escala y compartimentación con los ciclos de nutrientes alimentando a los ciclos biogeoquímicos globales. La energía solar fluye a través de los ecosistemas a lo largo de caminos unidireccionales y nocíclicos, mientras que el movimiento de los nutrientes minerales es cíclico. Los ciclos minerales incluyen el ciclo del carbono, el ciclo del azufre, el ciclo del nitrógeno, el ciclo del agua, el ciclo del fósforo, y el ciclo del oxígeno, entre otros que reciclan de manera continua junto con otros nutrientes minerales en la nutrición ecológica productiva. Los ciclos biogeoquímicos globales son el producto del reciclado ecológico localizado regulado por la acción de las redes alimentarias que desplazan las partículas de materia de una generación viviente a la siguiente. Los ecosistemas de la Tierra han reciclado de manera sustentable a los nutrientes minerales durante miles de millones de años.

## Introducción

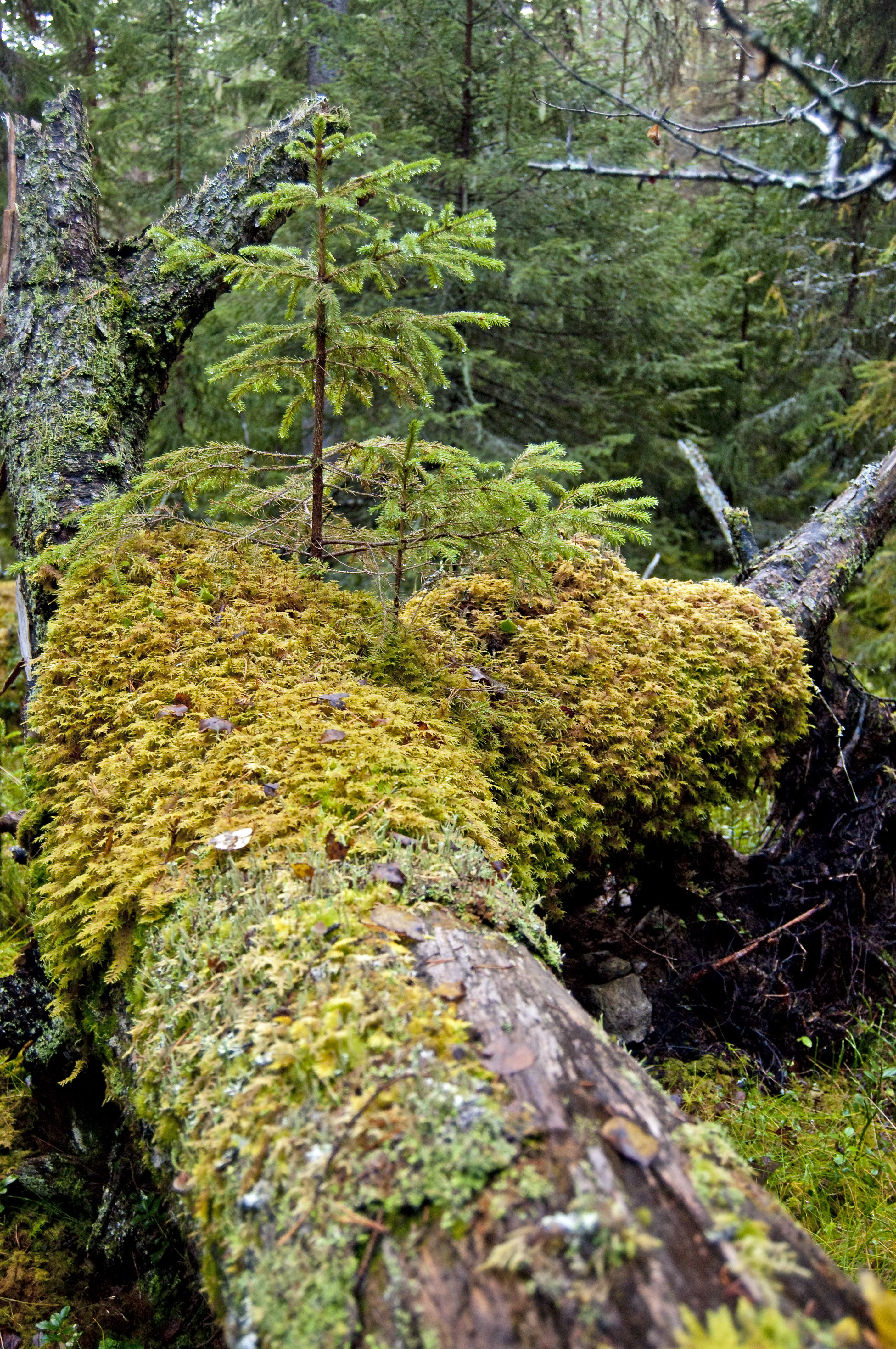
Los troncos caídos son componentes críticos del ciclo de nutrientes en los bosques terrestres. Los troncos caídos constituyen hábitats para otras criaturas que descomponen los materiales y reciclan los nutrientes regresándolos a la producción.

El ciclo de nutrientes es el sistema de reciclado de la naturaleza. Todas las formas de reciclado poseen lazos de realimentación que utilizan energía en el proceso de regresar material para volverlo a utilizar. El gran reciclado en la ecología es regulado en gran medida durante el proceso de descomposición. Los ecosistemas emplean biodiversidad en las redes alimenticias que reciclan los materiales naturales, tales como nutrientes minerales, que también incluye al agua. El reciclado en sistemas naturales es uno de los numerosos servicios que los ecosistemas brindan y que contribuyen al bienestar de la sociedad humana.

Un ciclo nutriente de un ecosistema terrestre típico.

Existe mucho solapamiento entre los términos ciclo biogeoquímico y ciclo de nutriente. Numerosos libros de texto integran los dos y parecen utilizarlos como si fueran sinónimos. Sin embargo, a menudo los términos aparecen utilizados de manera independiente. La expresión ciclo de nutriente es más utilizada en referencia directa a la idea de un ciclo intra-sistema, donde el ecosistema funciona como una unidad. Desde un punto de vista práctico no tiene sentido analizar un ecosistema terrestre considerando toda la masa de aire que se encuentra sobre él como tampoco la tierra por debajo de él a grandes profundidades. Aunque a menudo un ecosistema no posee fronteras claras, como modelo de trabajo es práctico considerar la comunidad funcional donde se desarrolla el grueso de la transferencia de materia y energía. El ciclado de nutrientes se desarrolla en los ecosistemas que participan de "los grandes ciclos biogeoquimicos de la Tierra mediante un sistema de aportes y productos.": 425 

## Lazo completo y cerrado
Todos los sistemas reciclan. La biosfera es una red de materiales e información en reciclaje continuo en ciclos alternados de convergencia y divergencia. En la medida que los materiales convergen o su calidad aumenta, incrementando su potencial para promover tareas útiles en proporción con sus concentraciones relativas con el medio ambiente. En la medida que se utilizan sus potencialidades, los materiales divergen, o son dispersados en el entorno, solo para ser nuevamente concentrados en otro tiempo y otro sitio.
Los ecosistemas poseen la capacidad de reciclar de manera completa. El reciclaje completo significa que el 100% del material de desecho puede ser reconstituido en forma indefinida. Esta idea fue expuesta por Howard T. Odum cuando expresó que "los sistemas ecológicos y los sistemas geológicos han demostrado de forma fehaciente que todos los elementos y muchas substancias orgánicas pueden ser acumuladas, sin límite en cuanto a su concentración, por los sistemas vivos a partir de concentraciones de material de la corteza u oceánico siempre y cuando exista energía solar u otra forma de energía disponible": 29  En 1979 Nicholas Georgescu-Roegen propuso una cuarta ley de la entropía que establecía que el reciclado completo es imposible. A pesar de las amplias contribuciones intelectuales de Georgescu-Roegen a la ciencia de la economía ecológica, la cuarta ley fue rechazada sobre la base de las observaciones del reciclado ecológico. Sin embargo, algunos autores sostienen que el reciclado completo es imposible a causa de los desechos tecnológicos.

Una red trófica simplificada ilustrando una triple cadena alimenticia (productores-herbívoros-carnívoros) conectada con descomponedores. El desplazamiento de nutrientes minerales a través de la cadena alimenticia, hacia el reservorio de nutrientes minerales, y de regreso al sistema trófico ilustra el concepto de reciclado ecológico. En contraste el desplazamiento de la energía, es unidireccional y nocíclico.

Los ecosistemas ejecutan reciclado de lazo cerrado donde la demanda de nutrientes que alimentan el crecimiento de la biomasa excede el suministro proveniente del sistema. Existen diferencias regionales y espaciales en los ritmos de crecimiento e intercambio de materiales, donde algunos ecosistemas pueden tener un déficit de nutrientes (sumideros) mientras que otros cuentan con exceso de suministros (recursos). Estas diferencias se relacionan con el clima, topografía, e historia geológica sin tener en cuenta las diferentes orígenes del material primigenio. Con respecto a una cadena alimenticia, un ciclo o lazo se define como "una secuencia directa de uno o más eslabones que comienzan y finalizan en la misma especie.": 185  Un ejemplo de ello es la cadena alimenticia microbiana en el océano, donde "las bacterias son explotadas y controladas por protozoos, incluidos los microflagelados heterotróficos que a su vez son explotados por los ciliados. Esta actividad de alimentarse es acompañada por el excretado de sustancias que a su vez son utilizadas por las bacterias, de forma tal que el sistema opera más o menos en un circuito cerrado.": 69–70 

## Reciclaje ecológico
| Un gran porcentaje de los elementos que forman la materia viva reside en todo instante de tiempo en la biota del mundo. Debido a que la cantidad global de estos elementos es limitada y los ritmos de intercambio entre los diversos componentes de la biota son extremadamente rápidos con respecto a los tiempos geológicos, es evidente que gran parte del mismo material es incorporado una y otra vez en diversas formas biológicas. De dicha observación se desprende la noción que, en promedio, la materia (y algunas cantidades de energía) participan de ciclos. : 219 } |

Un ejemplo de reciclado ecológico es el que ocurre en la digestión enzimática de la celulosa. "La celulosa, uno de los compuestos orgánicos más abundantes de la Tierra, es el principal polisacárido en las plantas donde forma parte de las paredes de las células. Las enzimas que degradan la celulosa participan en el reciclado ecológico natural del material de las plantas." Diferentes ecosistemas pueden tener diferentes ritmos de reciclado de desperdicios, lo cual crea una realimentación compleja sobre factores tales como el dominio competitivo de ciertas especies de plantas. Diferentes ritmos y patrones de reciclado ecológico dejan un legado de efectos ambientales con implicancias sobre la evolución futura de los ecosistemas.

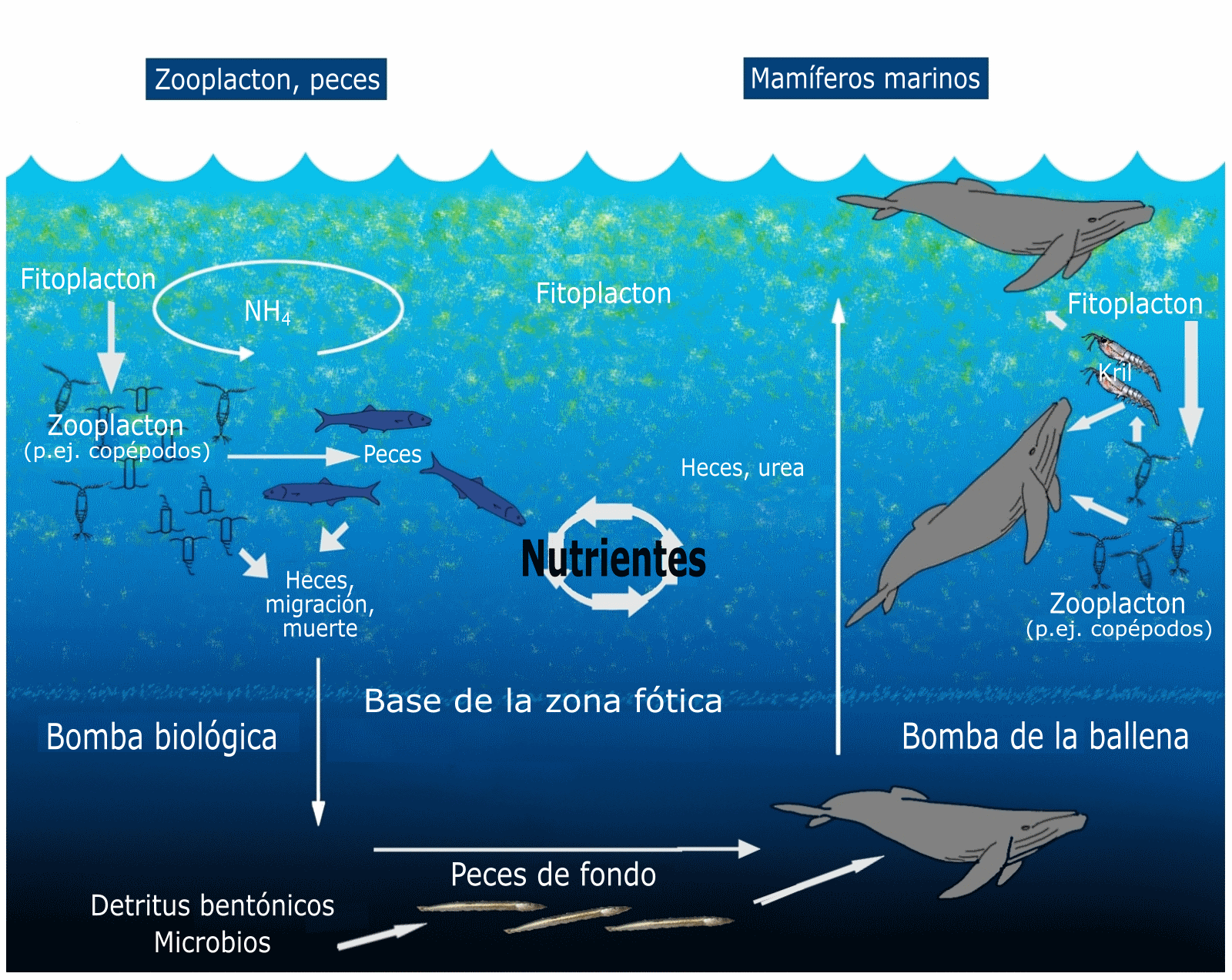
Roman10">

El reciclado ecológico es común en la agricultura orgánica, donde la gestión de nutrientes es fundamentalmente distinta comparada con los estilos de gestión del suelo utilizados por la agroindustria. Las granjas orgánicas que emplean reciclado mediante ecosistema en gran parte dan sustento a más especies (mayores niveles de biodiversidad) y poseen una estructura de cadena alimenticia diferente. Los ecosistemas agrícolas orgánicos dependen de los servicios de la biodiversidad para el reciclado de nutrientes en los suelos en vez de depender de fertilizantes sintéticos. El modelo de agricultura de reciclado ecológico responde a los siguientes principios:
- Protección de la biodiversidad.
- Uso de energía renovable.
- Reciclado de nutrientes de las plantas.[25]

### Ingeniería de ecosistemas

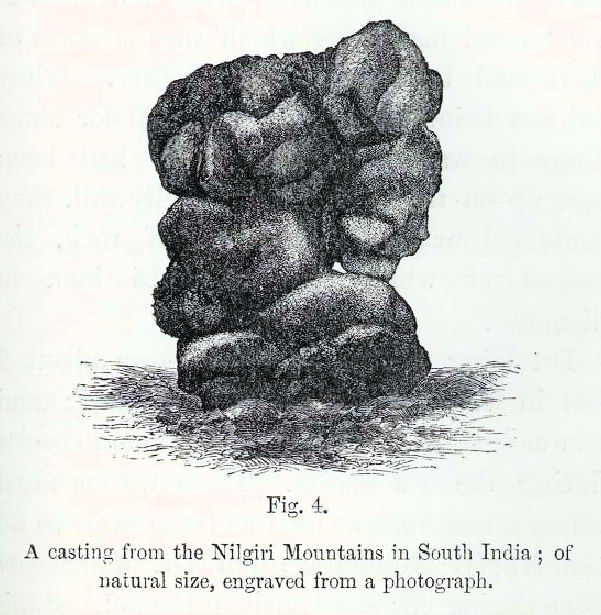
Ilustración de un montículo de residuos de lombriz de tierra tomado de la obra de Charles Darwin sobre el movimiento de la materia orgánica en suelos gracias a las actividades ecológicas de las lombrices.

El persistente legado de realimentación medioambiental que es dejado por o como una extensión de las acciones ecológicas de organismos es denominado construcción de nicho o ingeniería de ecosistema. Numerosas especies dejan un efecto aun luego de su muerte, tales como los esqueletos de coral o las grandes modificaciones al hábitat de un curso de agua en una zona habitada por castores, cuyos componentes son reciclados y reutilizados por sus descendientes y por otras especies vivientes bajo un régimen selectivo diferente a través de la realimentación y agencia de estos efectos legados. Los ingenieros de ecosistemas con sus acciones pueden influir sobre los ritmos de eficiencia del ciclado de nutrientes.
Por ejemplo las lombrices de tierra, de manera pasiva y mecánica alteran la naturaleza de los ambientes del suelo natural. Los cuerpos de las lombrices muertas aportan al suelo nutrientes mineralses de manera pasiva. Las lombrices también modifican de manera mecánica la estructura física del suelo al desplazarse (bioturbación), digieren los mohos de materia orgánica que toman de la material vegetal muerta que existe en el suelo. Mediante estas actividades se transportan nutrientes a las capas minerales del suelo. Los desechos de las lombrices crean montículos de residuos que contienen materiales sin digerir en los cuales bacterias y otros descomponedores acceden a los nutrientes. La lombriz de tierra es empleada en este proceso y la producción del ecosistema depende de su capacidad para crear lazos de realimentación en el proceso de reciclado.
También los crustáceos son ingenieros de ecosistema ya que ellos: 
1. Filtran partículas suspendidas en el agua.
2. Quitan exceso de nutrientes de las bahías costeras mediante desnitrificación.
3. Sirven de protectores costeros naturales, absorbiendo la energía de las olas y reduciendo la erosión que producirían los remolinos producto del tráfico de naves, el incremento del nivel del mar y las tormentas.
4. Sirven de hábitat para los alevinos de los peces que son importantes en las economías costeras.[31]